# Feng Junyan

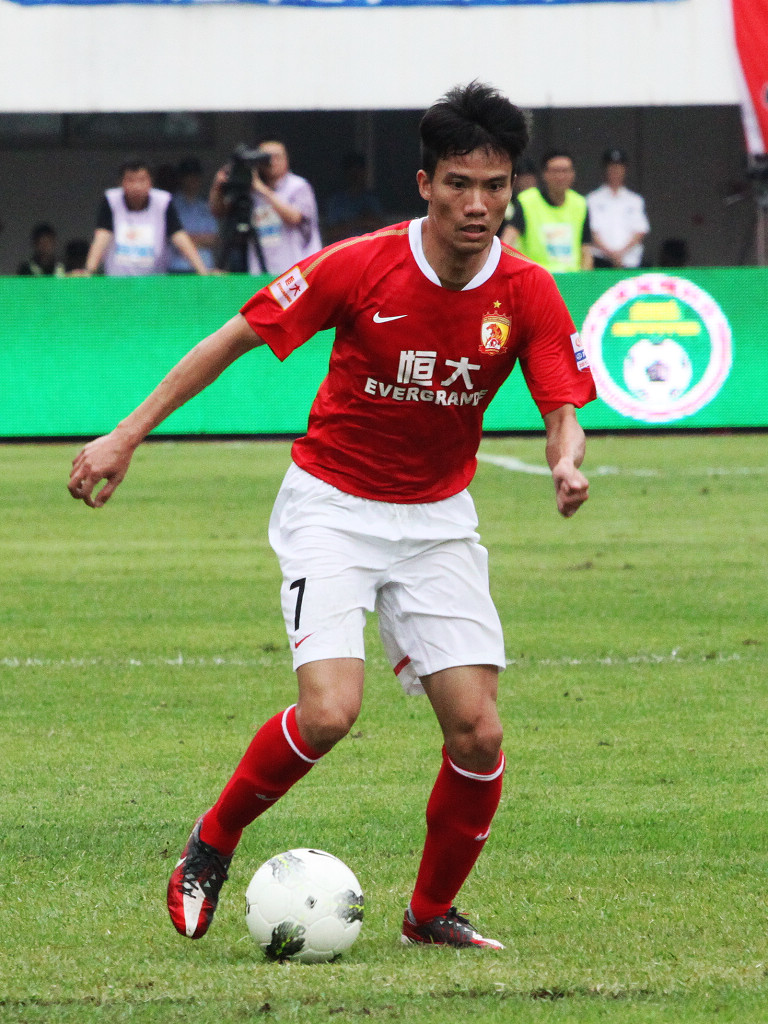
O jogador de futebol chinês Feng Junyan jogando pelo Guangzhou Evergrande contra o Liaoning Whowin na Superliga Chinesa de 2012.

Feng Junyan (Chinês: 冯俊彦; Pinyin: Feng Junyan, nascido 18 de fevereiro, 1984) é um ex-futebolista chinês que jogou no	Xiangxue Pharmaceutical e no Guangzhou Evergrande, nesse último é um dos grandes ídolos do time e é o segundo jogador que mais jogou pelo clube com 222 partidas.

## Carreira
Feng Junyan nasceu em Guangzhou (Cantão) e começou no juvenil do Guangzhou Evergrande, em 2002 ele foi jogar na Liga da Primeira Divisão de Hong Kong pelo Xiangxue Pharmaceutical e participou da temporada 2002-2003 da liga. Em 2003 ele retornou ao Guangzhou Evergrande e fez sua partida de estreia no dia 5 de Julho de 2003 contra o Xiamen Hongshi na China Ligue One, em 2007 Feng se lesionou e ficou fora da temporada em que o Guangzhou Evergrande foi promovido para a Super Liga Chinesa, porém na outra temporada Feng se firmou como titular e a equipe conseguiu ficar na sétima colocação da Super Liga.
No final da temporada de 2009, Feng viria estabelecer-se como jogador mais internacional do clube quando ele fez 160 jogos no campeonato. Infelizmente para Feng, ele não foi autorizado a continuar a sua forma consistente dentro da camada superior, quando se descobriu que o gerente geral do clube Yang Xu tinha fixado um jogo da liga em 19 de agosto de 2006 com Shanxi Luhu e os clubes foram posteriormente punidos com o rebaixamento por conta do crime. Apesar disso, Feng decidiu ficar leal para com o clube e desempenhou um papel vital no renascimento do clube que de imediato ganhou o segundo título da Ligue One no final da temporada de 2010. Com o clube a ganhar novos proprietários após o escândalo de viciação de resultados, eles decidiram bombear o investimento trazendo jogadores da seleção chinesa como Gao Lin e Yang Hao e jogadores estrangeiros como o sul-coreano Cho Won-hee e o argentino Dario Conca, esses investimentos tiveram resultado, pois depois disso o Guangzhou Evergrande venceu 5 Super Ligas (2011, 2012, 2013, 2014 e 2015) e 2 Ligas dos Campeões da Ásia (2013 e 2015). Em 18 de Fevereiro de 2015, Feng anunciou que tinha decidido se aposentar do futebol.